# Флорес Хихон, Антонио
Хуан Антонио Мария Флорес-и-Хихон де Виванко (исп. Juan Antonio María Flores y Jijón de Vivanco; 23 октября 1833, Кито, Эквадор — 30 августа 1915, Женева, Швейцария) — эквадорский политический и дипломатический деятель, президент Эквадора c 17 августа 1888 по 30 июня 1892 года.

## Биография
Родился в правительственном дворце, в семье первого президента Республики Эквадор Хуа́на Хосе́ Фло́реса, которого называют «Основателем республики» и его жены Мерседес Хихон де Виванко и Чирибога.
Учился в школе С. Родригеса. В возрасте 11 лет был отправлен в Париж, где поступил в Лицей Генриха IV, выучил французский язык. В связи с мартовской революции 1845 года сместившей его отца с президентского кресла, вынужден был вернуться на родину. С 1847 года жил в Сантьяго-де-Чили.
С 1855 года жил в Лиме, изучал право в университете Сан-Маркос. В 1859 году — преподаватель политологии и мировой истории в знаменитой школе Сан-Карлос-де-Лима.
В 1860 году участвовал в вооружённой экспедиции под руководством своего отца и Габриэля Гарсиа Морено против либерального правительства и взятии штурмом Гуаякиля. В результате правительству Гуаякиля было нанесено решительное поражение, а вслед за тем перуанцы отступили на свою территорию.
Гарсия Морено был провозглашён президентом Эквадора в 1861 году и молодой Антонио Флорес был отправлен во Францию, как полномочный министр Эквадора при дворе императора Наполеона III. Позже служил послом в Лондоне и Вашингтоне .
После убийства в 1875 г. Гарсиа Морено и прихода к власти Игнасио де Вейнтимилья подвергся преследованию, заключён в тюрьму. Ему удалось бежать и искать убежища во французском посольстве. С января 1878 года жил в Нью-Йорке с семьёй, и до 1881 г. работал юристом.
В январе 1883 года вернулся в Кито. Стал одним из двух заместителей Председателя Палаты парламента и представил законопроект о предоставлении женщинам права голоса на равных условиях с мужчинами, но оно не получило поддержки со стороны конгресса. Позже был назначен полномочным министром в Европе, вёл переговоры со Святым Престолом и другими дипломатами правительств старого света по вопросам, представляющим интерес для Эквадора. В 1885 году подписал с Испанией Договор о мире и дружбе.
В 1888 году основал партию Республиканский союз, позже известный как прогрессивный.
Его политические качества снискали ему избрание на пост президента Эквадора.
С 17 августа 1888 по 30 июня 1892 года — президент Эквадора.
Пытался сохранить мир в стране, поддерживал закон; объявил амнистию заключённым, предложил допустить к управлению оппозицию, сосредоточил свою программу в области образования, связи, восстановления кредитоспособности, уважения прав человека, гражданских прав и закона, основ прогрессивизма. Поддержал участие Эквадора во Всемирной выставке в Париже, а также в торжествах по случаю столетия со дня Французской революции, чем вызвал скандал правого сектора. Толерантность и стремление к модернизации вызвали к нему сильную оппозицию правых консерваторов и католических фундаменталистов.
Способствовал во многом росту экономики страны.
Всё время своего президентства боролся со своими противниками. Закончив срок своих полномочий в 1892 г. покинул страну, уехал в Ниццу, затем в Лозанну. Разочаровавшись в эквадорцах, он никогда больше не вернулся в Эквадор.
Умер в Женеве (Швейцария).